# Фернанду (герцог Візеуський)
Ферна́нду (порт. Fernando; 17 листопада 1433 — 18 вересня 1470) — португальський інфант, герцог Візеуський (1460—1470) і Безький (1453—1470). Конетабль Португалії (1466—1470). Магістр Ордену Христа (1461—1470). Представник Авіської династії. Народився в Алмейріні, Португалія. Третій син португальського короля Дуарте і арагонської інфанти Леонори. Чоловік інфанти Беатриси, доньки португальського конетабля Жуана. Батько португальського короля Мануела І і португальської королеви Леонори. Двічі проголошувався спадкоємцем престолу, принцом Португальським (1438—1451, 1451—1452), але королівського трону не посів. Отримав від короля Афонсу V титул безького герцога (1453) та посаду губернатора Сеути (1456). Взяв участь у експедиції до Алкасер-Сегера (1458). Після смерті дядька-інфанта Енріке Мореплавця успадкував Візеуське герцогство і головування в Ордені Христа (1461). Очолив португальський флот, який знищив піратську базу Анфа (1468). Був одружений зі своєю кузиною, інфантою Беатрисою, донькою конетабля Жуана. Помер у Сетубалі, Португалія. Похований у Безькому монастирі. Також — Ферна́нду Бе́зький (порт. Fernando de Beja), Ферна́нду Візе́уський (порт. Fernando de Viseu).

## Родина
Дружина — Беатриса (1430—1506), донька португальського конетабля Жуана
Діти:
- Леонора (1458—1525) ∞ Жуан II, король Португалії
- Мануел I (1469—1521), король Португалії (1495—1521)